# Timrå GK
Timrå GK är en golfklubb i Medelpad. Klubben har 1 400 aktiva medlemmar och cirka 500 som står i kö för medlemskap.
Klubben utsågs 2009 till Årets golfklubb.

## Bana

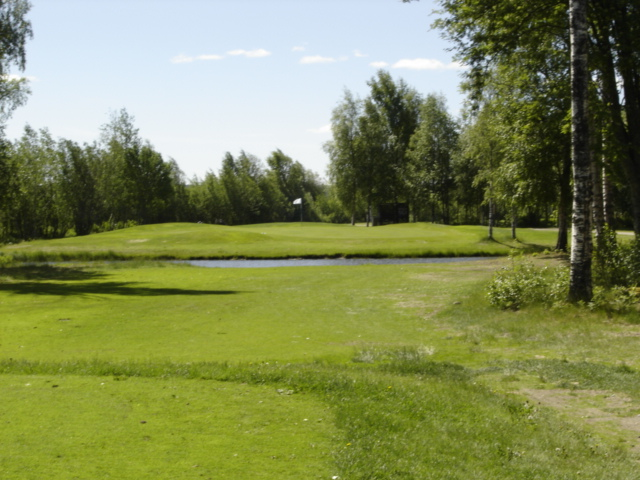
Hål 6, par 3

Banan ligger i Indalsälvens delta i Bergeforsen och är Europas nordligaste seasidebana med vattenhinder eller sidovattenhinder på 17 av de 18 hålen. Banan är till största delen platt med några få upphöjda greener.
2004 ändrades banans sträckning så att det dåvarande hål 10 blev hål 1. Omläggningen innebar en bättre inramning av hela anläggningen och det som blev hål 18 avslutas vid greenen närmast klubbhuset. Omläggningen innebar även att spelet gick snabbare eftersom de tidigare inledningshålen bestod av många vattenhinder.

### Slopetabell
| Tee | Slope / CR | Slope / CR | Scratchvärde/ Bogeyvärde | Scratchvärde/ Bogeyvärde |
| Tee | Herrar     | Damer      | Herrar                   | Damer                    |
| Vit | 138 / 72,8 |            | /                        | /                        |
| Gul | 133 / 70,6 | 139 / 76,8 | /                        | /                        |
| Blå | 130 / 69,1 | 136 / 74,9 | /                        | /                        |
| Röd | 126 / 60,7 | 131 / 72,3 | /                        | /                        |

## Klubbhus
Klubbhuset stod klart 1988 och är en enplansbyggnad som inrymmer en stor restaurang. Receptionen ligger i samma lokal och i anslutning till dessa ligger omklädningsrum och golfshop i samma byggnad. I samband med omläggningen av spelordningen 2004 byggdes en kiosk vid uteserveringen som spelarna passerar mellan hål 9 och 10.

## Range

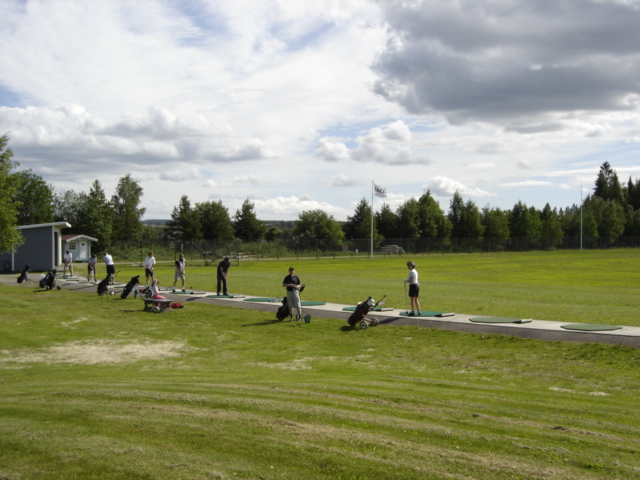
Driving range

Driving rangen består av cirka 20 utslagsplatser och bredvid denna finns en träningsbunker och en puttningsgreen. Bortom driving rangen finns en närspelsbana. Invid klubbhuset finns ytterligare en puttningsgreen samt en chipping green.